# Dyslalia całkowita
Dyslalia całkowita – zaburzenie mowy, odmiana dyslalii wyodrębniona ze względu na liczbę zniekształconych głosek.
Występuje ona w przypadku wadliwej wymowy w obrębie kilku sfer artykulacyjnych; wypowiedź realizowana jest za pomocą elementów prozodycznych – rytmu, melodii, akcentu, a bełkot obejmuje około 70% systemu fonetycznego.
Przy całkowitej dyslalii (zwanej też alalią motoryczną) występuje opuszczanie (elizja), substytuowanie (zastępowanie) lub deformowanie wszystkich bądź prawie wszystkich głosek. Dzieci, u których rozpoznano tę wadę wymowy, nieprawidłowo artykułują nawet samogłoski.
U dzieci z rozpoznaną dyslalią całkowitą nie stwierdza się zaburzeń głosu i zaburzeń w płaszczyźnie suprasegmentalnej wypowiedzi.